# Coupe du Soudan du Sud de football
La Coupe Nationale du Soudan du Sud de football est le tournoi à élimination directe organisé par la fédération sud-soudanaise. Elle a été créée en 2012 après l'indépendance du Soudan du Sud vis-à-vis du Soudan et regroupe l'ensemble des clubs sud-soudanais. Le vainqueur de la Coupe obtient une qualification directe pour la Coupe de la confédération.

## Palmarès
- 2012 : El Nasir FC 2-1[1] El Meriekh
- 2013 : Al Malakia FC 2-0[2] FC Salam
- 2014 : Al Malakia FC 1-0[3] Al Ghazal FC
- 2015 : Atlabara FC 1-0 Al-Hilal FC (Wau)
- 2016 : FC Salam 3-0[4], Young Stars
- 2017 : FC Salam 2-2 (pen 5-4)[5] Al-Hilal Juba
- 2018 : Al-Merreikh Juba 2-0[6], Al-Ghazala
- 2019 : Amarat United 12-0 Jil Salam FC
- 2020 : Al Rabita FC 2-0 Nile City FC[7]
- 2021 : Atlabara FC 2-0 Salam FC (Kuajok)
- 2022 : Al-Hilal FC (Wau) 2-0 Zalan FC (Rumbek)
- 2023 :  Al-Merreikh Juba 2-0 Nujum al-Souma (Renk)
- 2024 :  Jamus FC (Juba) 1-1 (4-2 t. a. b.) El-Merreikh FC (Bentiu)